# Castello di Radstadt
Il castello di Radstadt (Schloss Radstadt in tedesco) si trova nel comune austriaco di Radstadt nel Distretto di Sankt Johann im Pongau appartenente al Land Salisburghese. La sua storia come castello è iniziata nel XV secolo e si è conclusa poco più di due secoli dopo.

## Storia

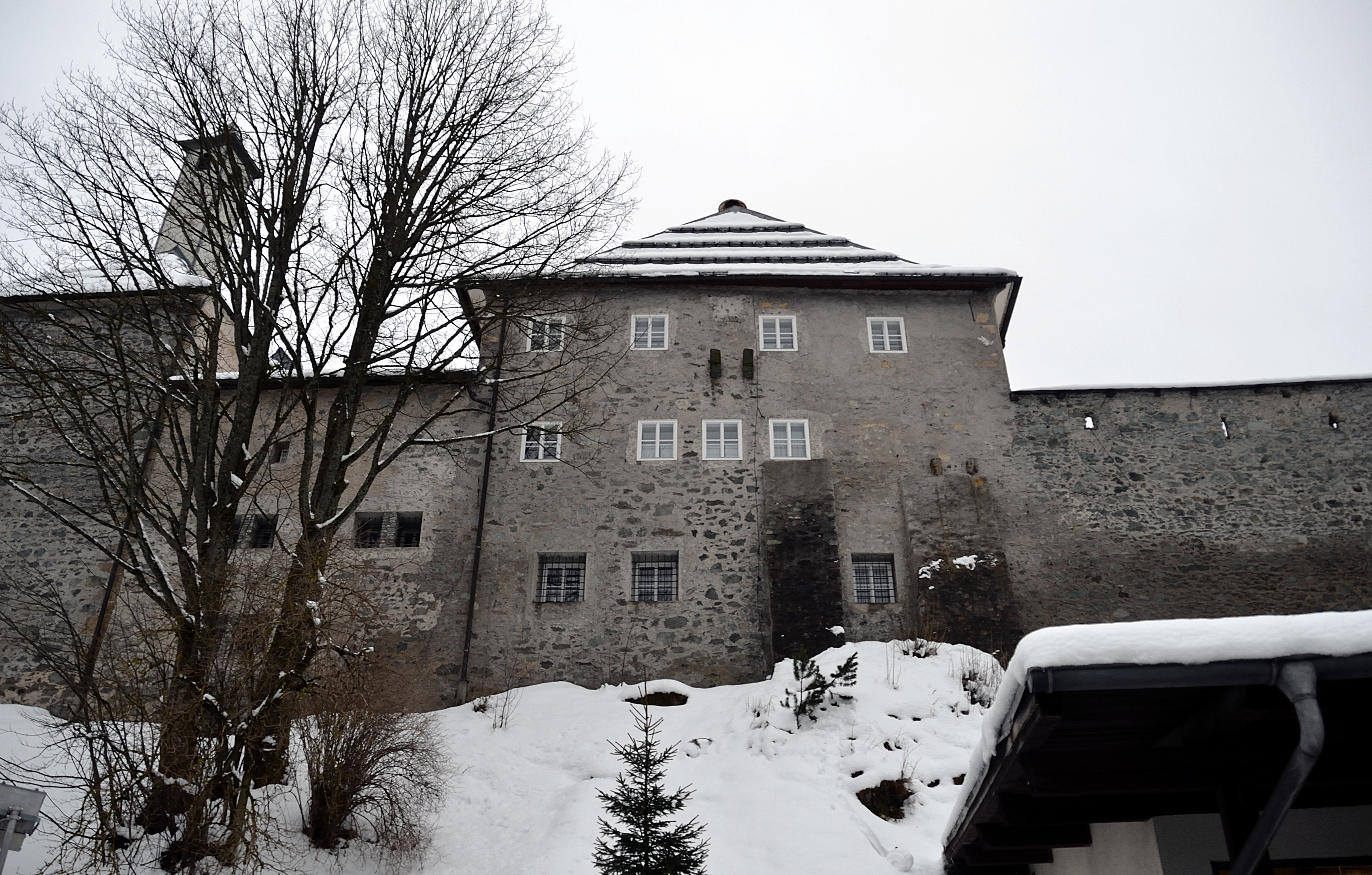
Cinta muraria di Radstadt con le antiche strutture del castello

Quando a Radstadt furono concessi i diritti di città nel 1289 questo comportò l'obbligo di istituire una guardia cittadina e di erigere una cinta di mura a protezione dell'abitato.
Il castello principesco si trovava nella parte nord-est della città medievale ed era affidato al giudice distrettuale direttamente dipendente dal principe arcivescovo (Fürsterzbischof in tedesco). Viene menzionato per la prima volta nel 1401 e circa due secoli più tardi il castello è già descritto come fatiscente. L'edificio fu donato all'Ordine dei frati minori cappuccini nel 1629 dall'arcivescovo di Salisburgo Paride Lodron. 

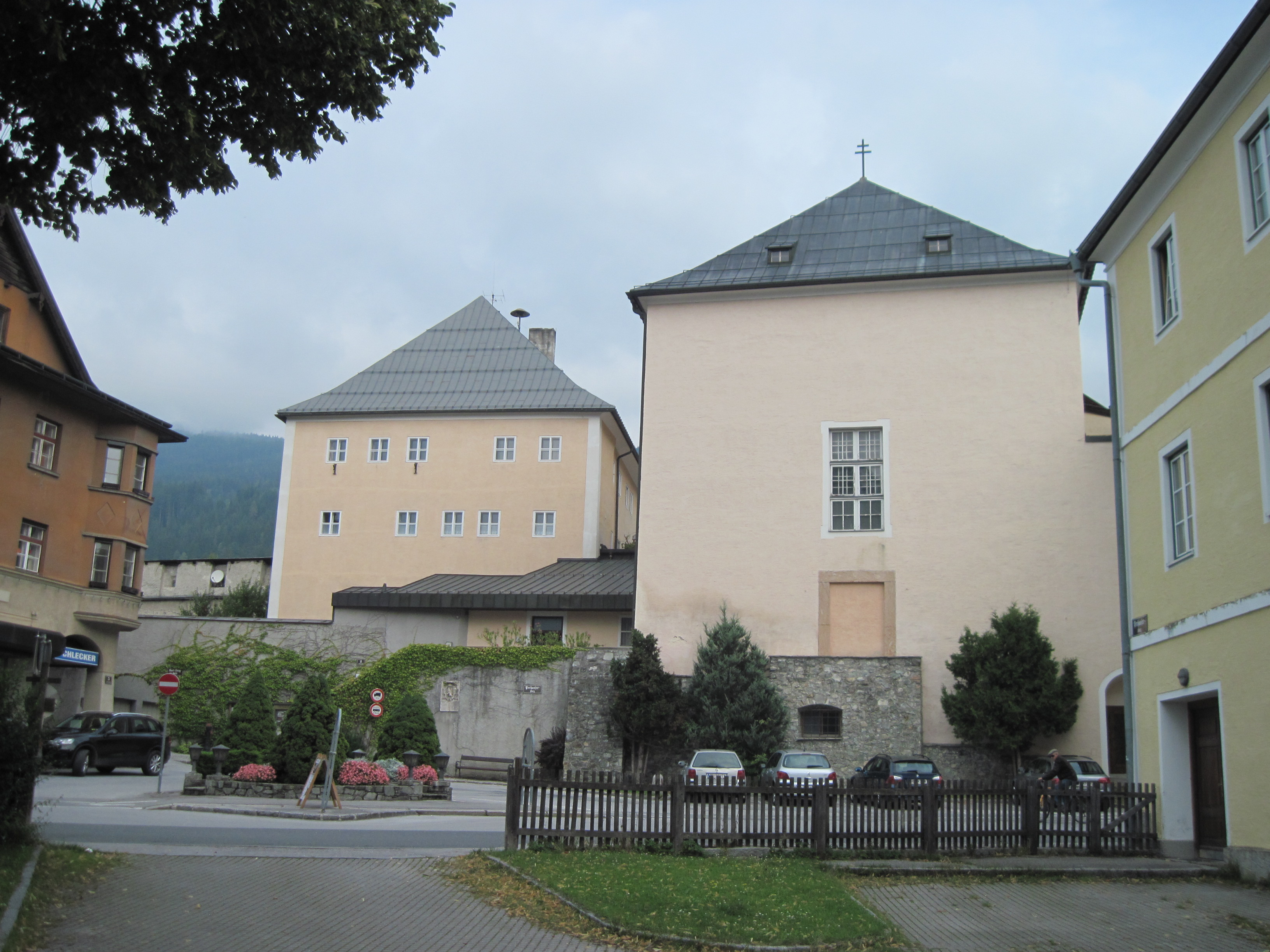
Chiesa del monastero di Radstadt e in secondo piano l'ex monastero

Il castello fu quindi ricostruito per utilizzarlo come un monastero e con questo venne eretta una chiesa a sala alta, per la quale la prima pietra fu posta nel 1633. La chiesa venne inaugurata un anno dopo da Johann Christoph von Liechtenstein-Kastelkorn, nel 1748 fu ampliata a nord e in tale occasione venne abbattuta una delle torri del primitivo castello. Nel 1748 l'arcivescovo Andreas Jakob von Dietrichstein consacrò la chiesa che era stata ampliata. Durante il processo di secolarizzazione che ne seguì nel 1816 la proprietà del monastero passò allo Stato austriaco. Durante il periodo nazista il monastero della Provincia del Tirolo Settentrionale fu sciolto ma la chiesa venne parzialmente restaurata nel 1945 e completamente restaurata nel 1964. La proprietà del monastero venne donata dalla Repubblica d'Austria all'Ordine dei Cappuccini poi, nel 1978, il monastero è stato dato alla parrocchia di Radstadt. La torre del castello ormai chiamata torre dei cappuccini divenne sede del museo di storia locale mentre la cinta muraria appartiene alla città di Radstadt.

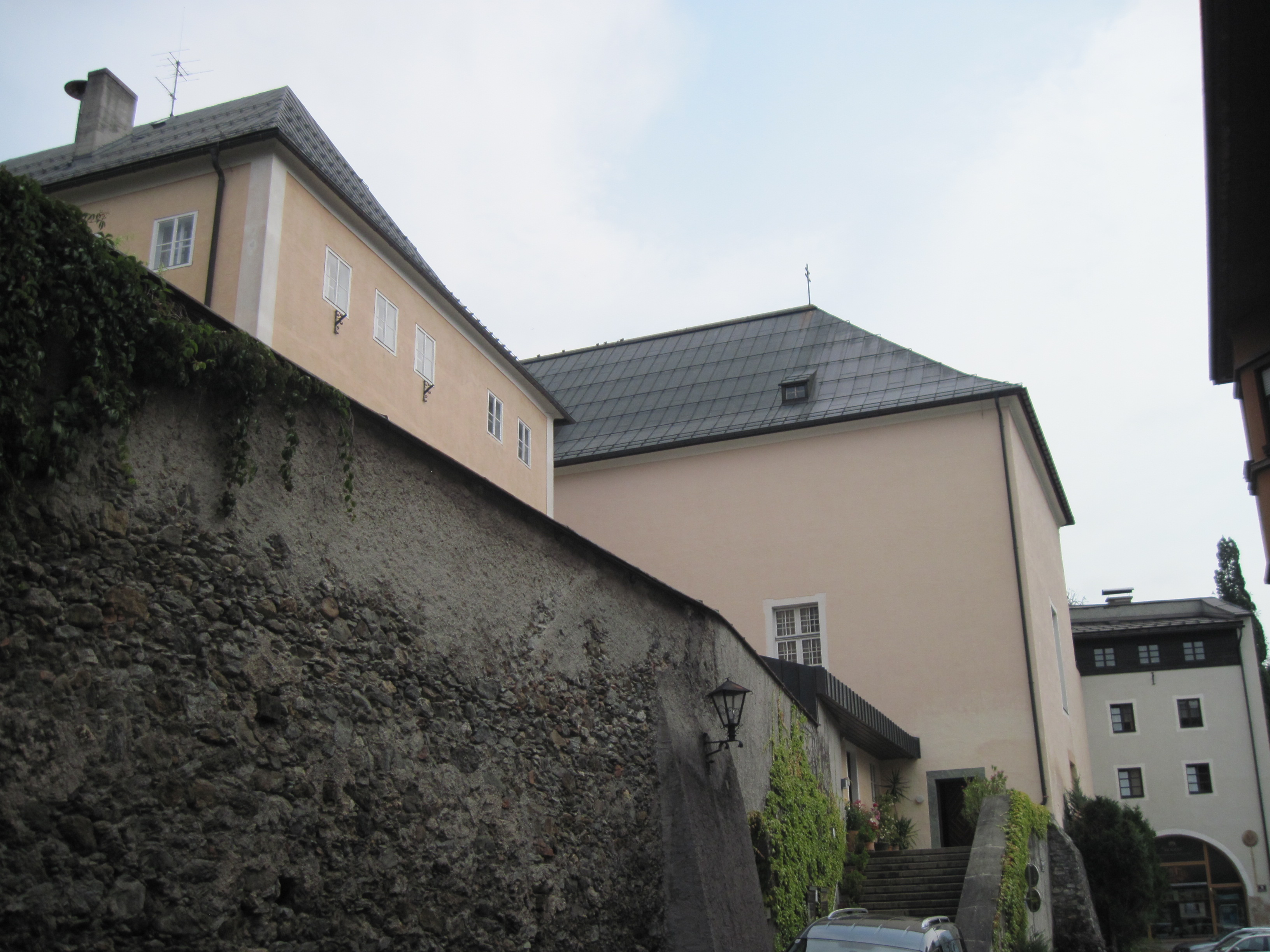
Ex monastero dei Cappiccini visto da fuori le mura di Radstadt

## Descrizione
Ciò che rimane del castello di Radstadt si trova nell'abitato dell'omonimo comune austriaco nel Distretto di Sankt Johann im Pongau appartenente al Land Salisburghese ed è ormai quasi irriconoscibile rispetto a quando venne eretto. Le sue strutture poste sulla cinta muraria sono state in parte demolite e in parte utilizzate, nel tempo, come monastero e in tempi recenti come museo.

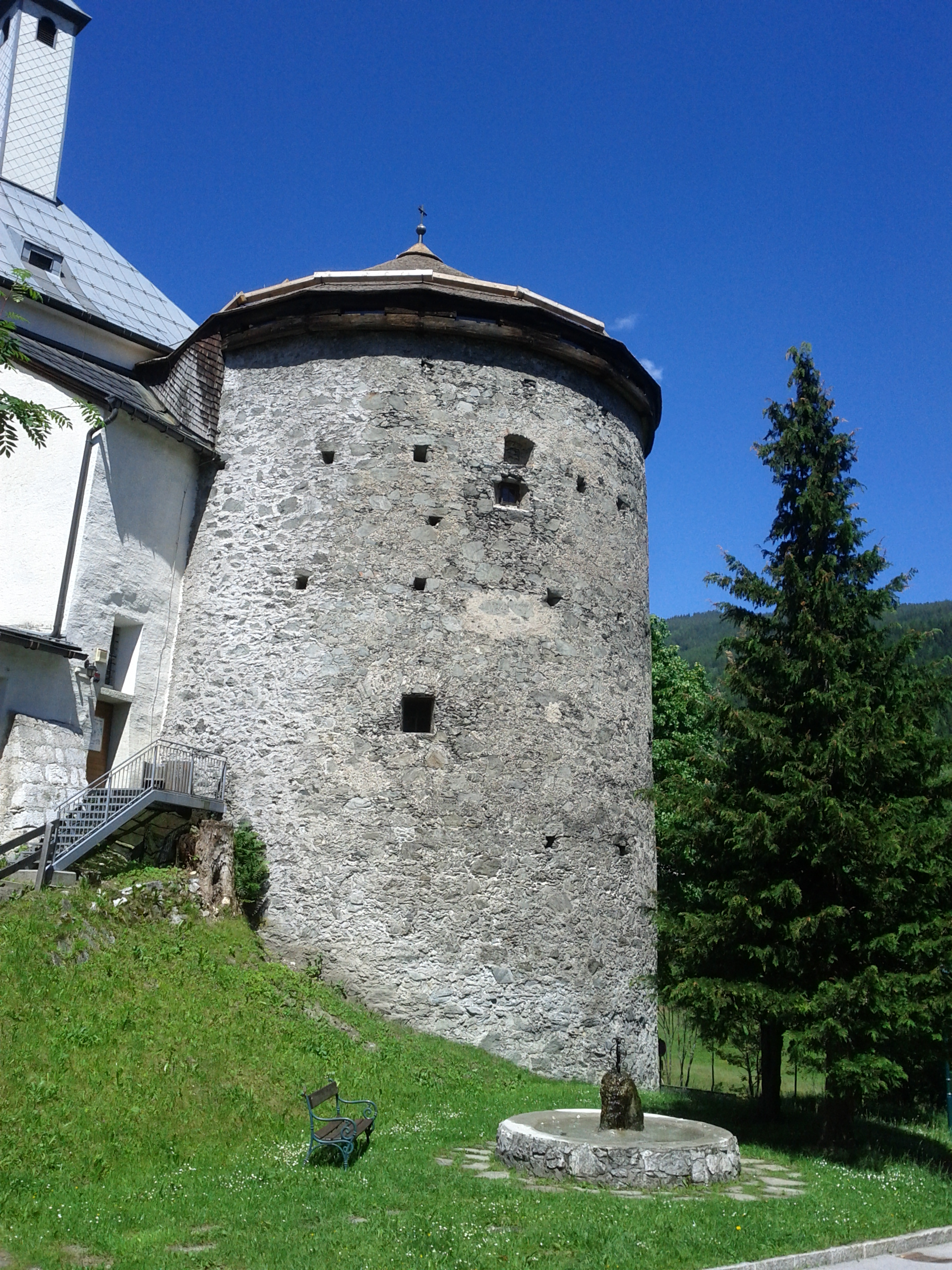
Torre dei cappuccini, un tempo torre del castello, sede del museo

### Museo
La torre dei cappuccini, un tempo torre del castello che si trova sulla cinta muraria, è sede museale e conserva la memoria della guerra dei contadini del 1526. Al pianterreno la storia della guerra dei contadini viene raccontata da un audiovisivo con più attori che impersonano l'arcivescovo e il capo contadino Gaismair. Al piano superiore si trova uno spaccato dettagliato della vita contadina medievale che nelle zone montagnose interne di Salisburgo era legata ai ritmi stagionali e caratterizzata da un duro lavoro. Sono conservati campioni di merci, strumenti e macchine semplici. All'ultimo piano del museo sono ospitate mostre temporanee.
La parte più interessante della struttura della torre è la capriata del tetto eseguita artisticamente, che risale all'epoca delle guerre contadine del 1526 e sopravvisse indenne anche all'ultimo incendio della città nel 1865.

### Bene architettonico tutelato
Il castello di Radstadt in Austria è un bene sottoposto a tutela artistica col numero 24510 mentre il torrione è sottoposto a tutela col numero 26049.